# Wyoming (Illinois)
Wyoming es una ciudad ubicada en el condado de Stark en el estado estadounidense de Illinois. En el Censo de 2010 tenía una población de 1429 habitantes y una densidad poblacional de 655,27 personas por km².

## Geografía
Wyoming se encuentra ubicada en las coordenadas 41°3′49″N 89°46′23″O / 41.06361, -89.77306. Según la Oficina del Censo de los Estados Unidos, Wyoming tiene una superficie total de 2.18 km², de la cual 2.18 km² corresponden a tierra firme y (0%) 0 km² es agua.

## Demografía
Según el censo de 2010, había 1429 personas residiendo en Wyoming. La densidad de población era de 655,27 hab./km². De los 1429 habitantes, Wyoming estaba compuesto por el 97.2% blancos, el 0.77% eran afroamericanos, el 0.07% eran amerindios, el 0.63% eran asiáticos, el 0% eran isleños del Pacífico, el 0.49% eran de otras razas y el 0.84% pertenecían a dos o más razas. Del total de la población el 0.98% eran hispanos o latinos de cualquier raza.